# Aspidoscelis xanthonotus
Aspidoscelis xanthonotus (червоноспинний батогохвіст) — вид ящірок родини теїдових (Teiidae). Мешкає в США і Мексиці.

## Поширення і екологія
Червоноспинні батогохвости мешкають на півдні Аризони та на півночі Сонори. Вони живуть в сухих чагарниках в пустелі Сонора та у реліктових гірських напівпустельних луках.

## Збереження
МСОП класифікує стан збереження цього виду як близький до загрозливого. Aspidoscelis xanthonotus загрожує знищення природного середовища.